# Griče
 Griče  falu Horvátországban Károlyváros megyében. Közigazgatásilag Ribnikhez tartozik.

## Fekvése
Károlyvárostól 14 km-re északnyugatra, községközpontjától 5 km-re délkeletre, a Ribnik völgyének bejáratánál, a Károlyvárosból a szlovéniai Metlikára tartó főút mellett fekszik. A község legdélibb települése. Fontosabb  településrészei Donje és Gornje Griče, valamint Carova draga, Kraljevo brdo (Kranjčev brig), Miškova draga, Novoselova draga, Brdo, Jarmeki, Fabska gorica és Šišnja draga telepek.

## Története
A falut a középkorban jobbágyok lakták, birtokosai gyakran változtak. 1300-ban léptek itt birtokba a ribniki uradalom első urai a Babonicsok, akik abban az időben egészen  Boszniáig uralták az országot. Griče birtokosai később is a ribniki vár mindenkori urai, a Frangepánok, majd a Zrínyiek voltak. 1408 és 1543 között a török többször is kirabolta a települést. Különösen nehéz volt az 1431-es év, amikor a fosztogatás során a török sok helyi lakost is fogságba hurcolt. 1653-ban új birtokosai az Affelterek lettek. Későbbi urai Nikola Škrgatić, Ignatz Vernić és Aloisie Saxs, valamint örököseik voltak. 1848-ban a jobbágyság megszüntetésével több korábbi nemesi birtokhoz hasonlóan a korábbi jobbágyok léptek itt is birtokba.
1857-ben 315, 1910-ben 320 lakosa volt. Az első világháború idején sokan harcoltak a Monarchia hadseregében a keleti frontokon, akik közül többen nem tértek vissza. A település trianoni békeszerződésig Zágráb vármegye Károlyvárosi járásához tartozott. A második világháború különösen sok szenvedést hozott a településnek. A hadra fogható férfiak többsége csatlakozott az antifasiszta brigádokhoz és közülük sokan elestek. 1944-ben a faluba behatoló usztasák több ártatlan civilt kivégeztek. Az idősebb férfiakat és nőket Károlyvárosba vitték, ahol sokakat megöltek, másokat pedig a jasenovaci fogolytáborba hurcoltak. A honvédő háború idején a gričeiek a horvát hadsereg 110-es, 129-es és 137-es egységeiben és a megye más alakulataiban harcoltak. 2011-ben 64 állandó lakosa volt.

## Nevezetességei
Két Szent Anna tiszteletére szentelt kápolnája, melyek közül a régebbi a falun kívül a donje gričei részen egy domboldalban, az újabb a falu közepén áll. A régi kápolna a 1745-ben épült, fatornyú falazott épület, külseje a maga nemében egyedülálló ebben a régióban. Legértékesebb kincse az oltáron álló Szent Anna szobor, kiemelkedő művészeti értékkel bír. Szent Annát a gyermek Szűz Máriával ábrázolja. A kápolnának 1914-ig barokk oltára volt, azonban ekkor a kápolna megújításakor kicserélték a tiroli mester által faragott mai oltárra. Ekkor építették a homlokzat elé az előteret is. Freskói korai historizáló stílusban készültek. A kápolna ma az enyészetnek van kitéve, mivel a hívek az újabb, a faluban álló kápolnát használják.

## Lakosság
| Lakosság változása | Lakosság változása | Lakosság változása | Lakosság változása | Lakosság változása | Lakosság változása | Lakosság változása | Lakosság változása | Lakosság változása | Lakosság változása | Lakosság változása | Lakosság változása | Lakosság változása | Lakosság változása | Lakosság változása | Lakosság változása |
| ------------------ | ------------------ | ------------------ | ------------------ | ------------------ | ------------------ | ------------------ | ------------------ | ------------------ | ------------------ | ------------------ | ------------------ | ------------------ | ------------------ | ------------------ | ------------------ |
| 1857               | 1869               | 1880               | 1890               | 1900               | 1910               | 1921               | 1931               | 1948               | 1953               | 1961               | 1971               | 1981               | 1991               | 2001               | 2011               |
| 315                | 332                | 320                | 350                | 327                | 320                | 291                | 288                | 281                | 281                | 271                | 253                | 164                | 126                | 79                 | 64                 |